# Tiepłowka (obwód kurski)
Tiepłowka (ros. Тепловка) – wieś (ros. деревня, trb. dieriewnia) w zachodniej Rosji, w sielsowiecie głamazdińskim rejonu chomutowskiego w obwodzie kurskim.

## Geografia
Miejscowość położona jest 9 km od centrum administracyjnego sielsowietu głamazdińskiego (Głamazdino), 17 km od centrum administracyjnego rejonu (Chomutowka), 97,5 km od Kurska.

## Historia
Do czasu reformy administracyjnej w roku 2010 wieś Tiepłowka wchodziła w skład sielsowietu malejewskiego. W tymże roku doszło do włączenia sielsowietów striekałowskiego i malejewskiego w dzisiejszy sielsowiet głamazdiński.

## Demografia
W 2010 r. miejscowość zamieszkiwało 11 osób.